# Cá rô Tổng Trường
Cá rô Tổng Trường là loại cá rô sống ở môi trường hang động ngập nước vùng đất Hoa Lư, Ninh Bình. Gọi là cá rô Tổng Trường vì loài cá này được phát hiện thấy ở vùng hang động ngập nước thuộc Tổng Trường Yên, nay là quần thể di sản thế giới Tràng An ở thành phố Hoa Lư. Từ năm 2009, Viện Nghiên cứu Nuôi trồng thủy sản 1 (Bộ Nông nghiệp và Phát triển Nông thôn Việt Nam) chính thức đưa giống cá rô Tổng Trường và cá tràu tiến vua vào chương trình bảo tồn và phục vụ phát triển du lịch. Cá rô Tổng Trường có thịt béo, thơm, dai, ngon, có giá trị thương phẩm cao, được coi là một đặc sản ẩm thực của Ninh Bình.

## Đặc điểm nhận dạng
Cá rô Tổng Trường có hình thái giống cá rô đồng song do sống lâu năm ở vùng đầm lầy, hang động Hoa Lư nên có một số biến dị. Cá có màu xanh xám, phần bụng có màu sáng hơn phần lưng, với một chấm màu thẫm ở đuôi và chấm khác ở sau mang. Các gờ của vảy và vây có màu sáng. Nắp mang cá có hình răng cưa. Chúng có một cơ quan hô hấp đặc biệt dưới mang là mang phụ, cho phép chúng có thể hấp thụ được oxy trong không khí. Chúng có răng chắc, sắc, xếp thành dãy trên hai hàm, trên hai hàm còn có răng nhỏ nhọn: hàm răng ở giữa to hơn hai bên và răng có trên xương lá mía.
Cá rô Tổng Trường là loài dễ cho sinh sản nhân tạo, chương trình bảo tồn của Viện Nghiên cứu Nuôi trồng thủy sản đã cho 337 con đẻ, tỷ lệ cá đẻ đạt trung bình 85%, thụ tinh đạt 74,5%, tổng số cá bột thu 324 vạn con. Cuối năm 2009, Chi cục Thủy sản Ninh Bình đã tiếp nhận 120 con cá Tràu tiến vua bố mẹ cỡ 0,3 - 0,5 kg/con; 730 con cá rô Tổng Trường bố mẹ cỡ 0,08 - 0,12 kg/con.

## Thức ăn
Cá rô Tổng Trường cũng là loài động vật ăn tạp. Chúng có thể ăn cả các loài động vật thân mềm, cá con và thực vật, kể cả cỏ. Chúng có thể ăn các chất hữu cơ và vô cơ được coi là "bẩn" trong nước. Nó có thể ăn lẫn nhau trong trường hợp đói. Vì vậy phân cỡ rất quan trọng đối với loài cá này.

## Đặc sản Ninh Bình
Cùng với các đặc sản đặc trưng của địa phương như rượu Kim Sơn, Dê núi Ninh Bình, cơm cháy Ninh Bình, khoai lang Hoàng Long... Cá rô Tổng Trường cũng được xây dựng thành một thương hiệu đặc sản Ninh Bình.
Nhắc đến đặc sản cá rô Tổng Trường, kho tàng văn hóa dân gian cố đô Hoa Lư có câu:
"Dập dìu cánh hạc chơi vơi
Tiễn thuyền Vua Lý đang dời kinh đô
Khi đi nhớ cậu cùng cô
Khi về lại nhớ cá rô Tổng Trường"

## Chế biến
Cá rô Tổng Trường có thịt rắn, vàng, thơm và có thể chế biến thành nhiều món ăn như: rang, rán, nấu canh cá rô hoặc kho khô.
- Món rô rang không tốn mỡ, còn nguyên chất cá rô. Khi được om kỹ bằng ngọn lửa than hoặc củi lom rom, thịt cá rô chín mất dần nước; cả xương, thịt cá trở nên giòn, bùi, ngậy. Thường chọn loại rô don, dùng niêu đất rang cháy cạnh, còn nóng hổi, chấm với nước mắm gừng, ớt, cho thêm chanh chua.
- Món rô rán cũng cần rán kỹ cháy cạnh, ăn lúc còn nóng.
- Canh cá rô: cá rô luộc xong gỡ lấy xương giã (nghiền) lọc lấy nước ngọt nấu canh còn thịt cá rô xào lên cùng các gia vị gừng giã nhỏ, nước mắm ngon, nấu cùng rau cải xanh. Món canh cá rô nấu rau cải có vị ngọt, thơm rất riêng. So với loại canh cá khác, nấu canh cá rô mất nhiều thì giờ và cầu kỳ hơn.

Cá rô, rau cải nấu gừng
Ăn còn để lại, xin đừng bỏ đi.
- Cá rô kho: để kho cá rô phải tự chế lấy kẹo đắng làm bằng đường cô đặc có màu nâu mật, khi kho với cá có tác dụng tẩy hết mùi tanh và nhuộm cá có màu đậm, khi ăn có vị ngọt, bùi. Cá rô kho với nước mắm, xì dầu hoặc với tương, thái vào đó vài lát gừng cho cá kho thêm hương sắc. Trứng cá rô bùi ngậy, thơm ngon. Cá rô kho còn rất lành có thể dùng nhiều bữa cho phụ nữ thai nghén, sinh nở hoặc người già đau ốm.